# Anastasia Vasina
Pour les articles homonymes, voir Vassina.
Anastasia Vasina (en russe : Анастасия Геннадьевна Васина, Anastasia Guennadievna Vassina), est une joueuse russe de beach-volley née le 18 décembre 1987.

## Carrière

### Débuts
En 2006, Vasina s'associe avec Anna Vozakova pour former un duo en beach-volley. Les deux femmes ont du mal à se faire une place, éclipsé par l'autre duo russe en forme, formé par Alexandra Shiryayeva et Natalya Uryadova. C'est pour cela que Vasina n'est pas très présente sur les tournois importants.

### Arrivée sur le circuit professionnel
Elle participe aux Championnats du monde de beach-volley 2011, ce qui est son premier grand tournoi avec sa partenaire. Elles réussissent à se qualifier pour la suite de la compétition après avoir fini deuxièmes de leur groupe. Néanmoins, elles se font battre par la paire italienne Greta Cicolari et Marta Menegatti. 
Pour la première fois de sa carrière, Vasina participe aux Jeux olympiques après avoir été sélectionnée avec Vozakova, pour les Jeux olympiques d'été de 2012. Dès leur premier match, la paire russe créée la surprise en battant les chinoises Xue Chen et Zhang Xi, médaillées de bronze lors du dernier championnat du monde.